# Johan Nohlanvähr
Johan Nohlanvähr, tidigare Nordanväder, född 1638 i Skänninge, Östergötland, död 16 mars 1707 i Stockholm, var en svensk ämbetsman.

## Biografi
Johan Nohlanvähr föddes 1638 på Biskopsberga i Skänninge och döptes den 14 mars samma år. Han var son till borgmästaren Lars Nordanväder och Anna Pedersdotter Holm i Skänninge. Nohlanvähr blev 17 november 1658 student vid Uppsala universitet och blev senare auskultant i Svea hovrätt. Han blev 16 augusti 1675 advokatfiskal i Bergskollegium och 22 februari 1678 sekreterare i Bergskollegium. Nohlanvähr adlades 17 oktober 1682 till Nohlanvähr och introducerades samma år i Sveriges Riddarhus som nummer 1024. Han blev 31 januari 1683 assessor och 28 februari 1687 direktör för Hällefors silvbergslag, åter 1693–1698. Nohlanvähr blev 1690 lagman i Närkes lagsaga och tog avsked därifrån i mars 1704. Han avled 1707 i Stockholm och begravdes 19 mars samma år i Riddarholmskyrkan.

### Egedom
Nohlanvähr ägde Funckshammars bruk i Knista socken.

### Familj
Nohlanvähr gifte sig första gången 20 februari 1681 i Stockholm med Brita Funck (1651–1703), dotter till brukspatronen Albrekt Tomasson Funck och Ingrid Hansdotter. Brita Funck var änka efter brukspatronen Peter Petersson på Semla bruk.
Nohlanvähr gifte sig andra gången 15 juni 1705 med grevinnan Maria Beata Polus (född 1678), dotter till kungliga rådet Tomas Polus och Margareta Elisabet Möller.